# Santa Barbara (sopka)
Santa Barbara je název stratovulkánu, nacházejícího se v západní části ostrova Terceira, patřícího Azorským ostrovům. Sopka leží, podobně jako i místa ostatní vulkanické aktivity ostrova na zlomovém systému, táhnoucím se ve směru severozápad-jihovýchod a křižujícím celý ostrov.
Vrchol sopky je ukončen dvěma kalderami, mladší z nich má přibližně 15 000 let. Poslední erupce čedičově-ryolitových láv vyprodukovala zlomová zóna mezi Santa Barbarou, menším stratovulkánem Pico Alto, ležícím asi 4 km východně od Santa Barbary a podmořským vulkánem Serreta, nacházejícím se 500 m pod hladinou moře na západ od Santa Barbary.
Dalšími vulkanickými jevy ostrova jsou vyhaslé kaldery Guilherme Moniz, ležící v jižní části ostrova a 7 km široká Cinquito Picos (největší v Azorách), ležící v jihozápadní části ostrova.